# Kleideraffen
Die Kleideraffen (Pygathrix) sind eine Primatengattung aus der Gruppe der Schlankaffen (Presbytini). Früher wurden alle Tiere zu einer Art zusammengefasst, heute werden mit dem Rotschenkligen, dem Grauschenkligen und dem Schwarzschenkligen Kleideraffen drei Arten unterschieden. Ihren Namen verdanken sie ihrer „kleidungsartigen“ oft bunten Fellzeichnung. Alle drei Arten leben in Südostasien und sind in ihrem Bestand bedroht.

## Beschreibung
Allen drei Arten gemeinsam ist der graue Körper und der weiße Schwanz. Unterschieden werden die Arten jedoch hinsichtlich der Färbung der Arme und Beine, die manchmal ein strumpfähnliches Aussehen hervorruft. Ebenfalls auffallend farbig sind die männlichen Geschlechtsorgane, der Penis ist knallrot und das Skrotum weiß oder blau. Kleideraffen erreichen eine Kopf-Rumpflänge von 61 bis 76 cm, der Schwanz wird ebenso lang wie der Körper. Mit einem Durchschnittsgewicht von 11 kg sind Männchen etwas schwerer als Weibchen (rund 8 kg).

## Verbreitung
Kleideraffen leben in Südostasien, in den Regenwäldern Vietnams, Laos’ und Kambodschas, auf der chinesischen Insel Hainan dürften sie ausgestorben sein. Lebensraum dieser Tiere sind Wälder, sowohl Primär- als auch Sekundärwälder.

## Lebensweise
Kleideraffen sind tagaktiv und leben vorwiegend auf Bäumen, wo sie geschickt klettern und springen und regelrechte Trampelpfade durch das Geäst anlegen.
Sie leben in Gruppen von bis zu 50 Tieren, die sich aus einem oder mehreren Männchen, doppelt so vielen Weibchen und einigen Jungtieren zusammensetzen. Die Männchen führen die Gruppe und halten nach Fressfeinden Ausschau. Im Falle einer Bedrohung schreien und hüpfen sie auf den Ästen, um den Weibchen und Kindern die Flucht zu ermöglichen. Es handelt sich um ausgesprochen friedliche Tiere. Gefundene Nahrung wird großzügig geteilt, und sämtliche Gruppenmitglieder kümmern sich um die Jungtiere und spielen mit ihnen.

## Nahrung
Kleideraffen sind reine Pflanzenfresser. Den Hauptbestandteil ihrer Nahrung machen Blätter aus, daneben nehmen sich auch Früchte zu sich. Ihr mehrkammeriger Magen, der dem der Wiederkäuer ähnelt, hilft ihnen, die schwer verdauliche Nahrung zu zersetzen. Trotzdem sind sie wählerisch und verzehren nur junge Blätter und bestimmte Früchte. Ihr Fressstil ist verschwenderisch, Teile der Nahrung fallen auf den Boden und werden von Bodenbewohnern gefressen.

## Fortpflanzung
Der Paarung geht ein längeres Grimassenspiel beider Geschlechter voraus. Anschließend legt sich das Weibchen auf einen Ast und blickt das Männchen über die Schulter an, wenn dieses einwilligt, kommt es näher und die Paarung wird vollzogen. Nach rund 170- bis 190-tägiger Tragzeit kommt ein (selten zwei) Jungtier zur Welt. Zunächst klammert dieses sich an den Bauch der Mutter, später kümmern sich auch die anderen Gruppenmitglieder um es. Mit rund vier Jahren sind Kleideraffen geschlechtsreif. Ihre Lebenserwartung in menschlicher Obhut liegt bei über 20 Jahren.

## Bedrohung
Durch die im Vietnamkrieg eingesetzten Entlaubungsmittel wurden die dort lebenden Populationen nachhaltig dezimiert. Heute spielt die Rodung der Wälder eine entscheidende Rolle, daneben werden sie, obwohl geschützt, immer noch wegen ihres Felles gejagt. Die IUCN listet alle drei Arten als stark gefährdet.

## Die Arten
Es gibt drei Arten von Kleideraffen:
- Der Rotschenklige Kleideraffe (Pygathrix nemaeus) ist durch die braunen „Strümpfe“ an den Unterschenkeln charakterisiert. Er lebt im nördlichen und mittleren Vietnam sowie im östlichen Laos.
- Der Grauschenklige Kleideraffe (P. cinerea) ist überwiegend grau gefärbt. Er lebt im zentralvietnamesischen Hochland, möglicherweise auch in Ost-Laos.
- Der Schwarzschenklige Kleideraffe (P. nigripes) hat gänzlich schwarze Beine und ist durch ein dunkleres Gesicht von den anderen Arten unterschieden. Diese Art lebt im mittleren und südlichen Vietnam sowie im östlichen Kambodscha.

Die nächsten Verwandten des Kleideraffen sind die Stumpfnasenaffen, die manchmal in dieselbe Gattung (Pygathrix) eingeordnet werden.